# Joginder Singh (Hockeyspieler)
Joginder „Gindi“ Singh (* 3. August 1940 in Delhi; † 6. November 2002 in Kalkutta) war ein indischer Hockeyspieler. Er gewann mit der indischen Hockeynationalmannschaft bei Olympischen Spielen je eine Gold- und Silbermedaille.

## Karriere
Joginder Singh debütierte als rechter Flügelstürmer 1959 in der Nationalmannschaft. Er war bei zwei Olympischen Spielen Stammspieler. 1960 in Rom gewannen die Inder ihre ersten fünf Spiele, unterlagen aber im Finale der pakistanischen Mannschaft mit 1:0. Dies war nach sechs Olympiasiegen in Folge die erste Niederlage für die indische Mannschaft. 1962 siegten die Pakistaner auch bei den Asienspielen in Jakarta vor den Indern. Zwei Jahre später standen sich im Finale der Olympischen Spiele in Tokio erneut Indien und Pakistan gegenüber, diesmal siegten die Inder mit 1:0.
Joginder Singh spielte im Team der Indian Railways. Nach seiner aktiven Karriere war er für die Bahn in Kalkutta tätig.